# Phthiracarus bulbiferus
Phthiracarus bulbiferus är en kvalsterart som först beskrevs av Sandór Mahunka 1996.  Phthiracarus bulbiferus ingår i släktet Phthiracarus och familjen Phthiracaridae. Inga underarter finns listade i Catalogue of Life.